# ألان ميلز
ألان ميلز هو كاتب أغاني ومغني كندي، ولد في 7 سبتمبر 1913 في لا شين في كندا، وتوفي في 14 يونيو 1977 في مونتريال في كندا بسبب سرطان.

## وصلات خارجية
- ألان ميلز على موقع IMDb (الإنجليزية)
- ألان ميلز على موقع ميوزك برينز (الإنجليزية)
- ألان ميلز على موقع أول ميوزيك (الإنجليزية)
- ألان ميلز على موقع ديسكوغز (الإنجليزية)
- ألان ميلز على موقع كينوبويسك (الروسية)